# Michael Sarnoski
Michael Sarnoski es un cineasta estadounidense. Es conocido principalmente por haber dirigido y escrito Pig (2021) y A Quiet Place: Day One (2024). 

## Vida y carrera
Sarnoski creció en la ciudad estadounidense de Milwaukee, en Wisconsin, graduándose allí en la Universidad de Milwaukee. Más tarde se matricularía en la Universidad de Yale.
En 2015, Sarnoski se convirtió en el productor ejecutivo y editor del cortometraje documental The Testimony, dirigido por Vanessa Block. En 2021, el cineasta hizo su debut como director en la película dramática Pig, protagonizada por Nicolas Cage, Alex Wolff y Adam Arkin. La película se estrenó el 16 de julio de 2021.
En enero de 2022, se anunció que Sarnoski había sido contratado para escribir y dirigir A Quiet Place: Day One, precuela y spinoff de a serie cinematográfica A Quiet Place. Está portagonizada por Lupita Nyong'o, Joseph Quinn, Alex Wolff, Djimon Hounsou y Denis O'Hare.

## Filmografía

### Cortometrajes
| Año  | Título             | Director | Escritor | Productor | Director de fotografía | Editor | Notas                      |
| ---- | ------------------ | -------- | -------- | --------- | ---------------------- | ------ | -------------------------- |
| 2011 | Love of the Dead   | Sí       | Sí       | No        | No                     | Sí     |                            |
| 2011 | Mirrors            | No       | Sí       | No        | Sí                     | Sí     |                            |
| 2011 | Fight Night Legacy | Sí       | Sí       | No        | Sí                     | Sí     | También operador de sonido |
| 2012 | That               | Sí       | Sí       | Sí        | No                     | Sí     |                            |
| 2015 | The Testimony      | No       | No       | Sí        | No                     | Sí     |                            |

Artista de maquillaje
- Años universitarios brillantes (2010)
- Rebobinar (2014)

### Televisión
| Año  | Título                      | Director | Escritor | Productor Ejecutivo | Notas          |
| ---- | --------------------------- | -------- | -------- | ------------------- | -------------- |
| 2012 | Legado de la noche de lucha | Sí       | Sí       | Sí                  | También editor |
| 2012 | Olimpia                     | Sí       | Sí       | Sí                  |                |

### Largometrajes
| Año  | Título                 | Director | Escritor | Productor Ejecutivo |
| ---- | ---------------------- | -------- | -------- | ------------------- |
| 2021 | Pig                    | Sí       | Sí       | Sí                  |
| 2024 | A Quiet Place: Day One | Sí       | Sí       | No                  |

### Como actor
| Año  | Título                | Roles          | Notas        |
| ---- | --------------------- | -------------- | ------------ |
| 2011 | Fight Night Legacy    | El Médico      | Cortometraje |
| 2012 | Fight Night Legacy    | El Médico      | 1 episodio   |
| 2012 | Tales of the Frontier | Jacob Chambers | 3 episodios  |